# (4988) Chushuho
(4988) Chushuho ist ein Asteroid des Hauptgürtels, der am 6. November 1980 am Purple-Mountain-Observatorium in Nanjing entdeckt wurde.
Der Asteroid ist nach dem chinesischen Sporterzieher Shu Ho David aus Hongkong benannt, einem Förderer und Organisator der Olympischen Sommerspiele 2008.